# Antonio Sancho
Antonio Sancho (Cidade do México, 14 de março de 1976) é um ex-futebolista mexicano que atuava como meia.

## Carreira
Antonio Sancho integrou a Seleção Mexicana de Futebol na Copa América de 1997.